# دراع (تدلي فطواكة)
دراع هي إحدى مشيخات المملكة المغربية، تتبع جغرافيا لإقليم أزيلال وإداريًا لتدلي فطواكة. يقدر عدد سكانها بـ 4667 نسمة حسب الإحصاء الرسمي للسكان والسكنى لسنة 2004.